# Liste der portugiesischen Botschafter in Palau
Die Liste der portugiesischen Botschafter in Palau listet die Botschafter der Republik Portugal in Palau auf. Die beiden Staaten gingen nach der palauischen Unabhängigkeit 1994 diplomatische Beziehungen ein.
Portugal richtete danach keine eigene Botschaft auf den Palau-Inseln ein, der portugiesische Botschafter in Australien ist auch für Palau zuständig und doppelakkreditiert sich dazu in der dortigen Hauptstadt Ngerulmud (Stand 2019). Erstmals akkreditierte sich dort ein Vertreter Portugals am 19. August 2000.

## Missionschefs
| Name                              | Bild  | Amtszeit                          | Anmerkungen                                                                   |
| Palau                             | Palau | Palau                             | Palau                                                                         |
| --------------------------------- | ----- | --------------------------------- | ----------------------------------------------------------------------------- |
| João Henrique Brito Câmara        |       |                                   | Botschafter mit Amtssitz Manila, am 19. August 2000 in Ngerulmud akkreditiert |
| José Ernest Henzler Vieira Branco |       | 12. Februar 2001 –26. Januar 2005 | Botschafter mit Amtssitz Canberra                                             |
| António Augusto Jorge Mendes      |       | 15. Januar 2005 –25. April 2010   | Botschafter mit Amtssitz Canberra                                             |
| Rui Quartin Santos                |       | 2. Mai 2010 – 2. Dezember 2012    | Botschafter mit Amtssitz Canberra                                             |
| Paulo Jorge Sousa da Cunha Alves  |       | 14. Juni 2013 –7. August 2018     | Botschafter mit Amtssitz Canberra                                             |
| Pedro da Vinha Rodrigues da Silva |       | seit 26. Oktober 2018             | Botschafter mit Amtssitz Canberra                                             |